# HIP 57050
HIP 57050 (GJ 1148 / LHS 3257 / G 122-40 / Ross 1003) es una estrella de magnitud aparente +11,88.
Se localiza en la constelación de la Osa Mayor a poco más de 1º grado al sur de 59 Ursae Majoris. Desde 2010 se conoce la existencia de un planeta extrasolar en órbita alrededor de esta estrella.
HIP 57050 es una enana roja de tipo espectral M4V con una temperatura efectiva de 3190 K.
De características semejantes a las de la estrella de Barnard o Ross 128, brilla con una luminosidad bolométrica —en todo el espectro electromagnético— equivalente al 1,5% de la luminosidad solar.
Tiene una masa estimada de 0,34 ± 0,03 masas solares.
Con un radio aproximadamente igual al 40 % del radio solar, su período de rotación es de 98 días.
Posee una metalicidad del orden de dos veces la del Sol ([Fe/H] = +0,32 ± 0,06), estando entre las más altas del entorno solar inmediato.
HIP 57050 está situada a 35,9 años luz del sistema solar y a 6,9 años luz de Groombridge 1830 y 61 Ursae Majoris.
Al igual que Gliese 832, Gliese 849 y Gliese 581 —esta última con seis planetas— es una enana roja que alberga un sistema planetario.

## Sistema planetario
En 2010 se anunció el descubrimiento de un planeta en torno a HIP 57050, denominado HIP 57050 b o G 122-40 b, cuya masa es similar a la de Saturno.
La separación media con la estrella es de 0,16 UA, siendo la órbita notablemente excéntrica (ε = 0,31).
Dicha órbita cae dentro de la zona habitable de HIP 57050, siendo la temperatura estimada del planeta de aproximadamente 230 K.
| Acompañante (En orden desde la estrella) | Masa (MJ)       | Período orbital (días) | Semieje mayor (UA)    | Excentricidad |
| ---------------------------------------- | --------------- | ---------------------- | --------------------- | ------------- |
| HIP 57050 b                              | > 0,298 ± 0,025 | 41,397 ± 0,016         | 0,163506 ± 4,2 × 10-5 | 0,314 ± 0,086 |